# Замок Даноллі
Даноллі (шотл. гел. Caisteal Dhùn Ollaidh, англ. Dunollie Castle) — замок в області Аргілл-і-Б'ют на західному узбережжі  Шотландії. Розташований на півночі міста Обан.

## Історія замку
У VII столітті за часів  Дал Ріади на високому пагорбі (Dun Ollaigh) було побудовано перше укріплення, а перший кам'яний замок був закладений в XIII столітті  Юеном МакДугаллом. Збережені до наших днів руїни відносяться до XV століття. В 1644 р.  маркіз Аргайла захопив замок, але в 1661 р. клану МакДугаллів вдалося відбити Даноллі. В 1746 р. МакДугалли побудували неподалік маєтку Даноллі і покинули замок.

## Інформація для відвідувачів
В останні роки нащадки і члени клану Макдугал сприяють ініціативам підтримки місцевого туризму і відвідуванням Dunollie, як родового обійстя і важливого культурного місця.
Замок відкрито цілодобово протягом усього року.
Вхід безкоштовний.

## Ресурси Інтернету
- Вікісховище має мультимедійні дані за темою: Замок Даноллі
- Фотографії замку на Flickr.com

1. ↑  Alcock L., Alcock E. A. Reconnaissance excavations on early historic fortifications and other royal sites in Scotland, 1974-84: 2, Excavations at Dunollie Castle, Oban, Argyll, 1978 // Proceedings of the Society of Antiquaries of Scotland — Society of Antiquaries of Scotland, 1987. — Vol. 117. — P. 119–147. — 29 p. — ISSN 0081-1564; 2056-743X
2. ↑  Historic Environment Scotland ID